# Perapedhi-formatie
| Geologie van Cyprus                                                       |
| ------------------------------------------------------------------------- |
| Cyprus                                                                    |
| Sedimentaire bedekking                                                    |
| Kalavasos-formatie                                                        |
| Pakhna-formatie                                                           |
| Lefkara-formatie                                                          |
| Perapedhi-formatie                                                        |
| Troodosofioliet                                                           |
| Umbers & radiolarieten                                                    |
| Kussenlava's                                                              |
| Vlakke dike complex                                                       |
| Gabbro                                                                    |
| Mantelgesteenten:                                                         |
| Harzburgiet · Duniet · Wehrliet                                           |
| Geologische terreinen                                                     |
| Mamonia complex · Kyrenia rug · Troodos-ofioliet · Sedimentaire bedekking |
| Andere geologische fenomenen                                              |
| Mijnbouw op Cyprus · Zoutmeer van Larnaca · Arakhapas-transformbreuk      |
| Portaal Geologie                                                          |

De Perapedhi-formatie is een geologische formatie op het eiland Cyprus. De formatie is van Turonien-ouderdom, rond de 85 tot 95 miljoen jaar (Ma) oud.

## Eigenschappen
De formatie bestaat uit umbers en radiolarieten; diep-oceanische sedimenten. De umbers zijn kastanjebruin tot zwart van kleur en zeer fijn gelamineerd. Door de afwezigheid van voldoende stroming zijn ze sterk aangerijkt in ijzer- en mangaan-hydroxides. Ze worden dan ook gemijnd om hun economische waarde. Of en waar deze umbers zijn afgezet, hangt af van de paleogeomorfologie van de oceaanbodem. Ze werden in de diepere delen afgezet. Diktes variëren over het eiland van enkele tot 35 meter.
Hogerop in de formatie worden vooral radiolarieten aangetroffen. Radiolariet is een sedimentair gesteente voornamelijk bestaande uit radiolariën of straaldiertjes. Dit microplankton zweeft in de oceaan en zakt naar beneden als het doodgaat. Door de afwezigheid van stroming in de diepste delen van de oceaan worden zo pakketten met radiolariën afgezet. Op basis van biostratigrafie van de radiolariën is een ouderdom van Turonien (onderdeel van het Krijt) voor deze formatie vastgesteld.